# Веддер, Элиху
Элиху Веддер (англ. Elihu Vedder, 26 февраля 1836[…], Нью-Йорк, Нью-Йорк — 29 января 1923[…], Рим) — американский художник-символист, книжный иллюстратор и поэт.
Известен, в частности, 55-ю иллюстрациями к подарочному изданию «Рубаи» Омара Хайяма в переводе Эдварда Фицджеральда на английский язык.

## Биографи
Родился в семье стоматолога Элиху Веддера-старшего и Элизабет Веддер.
Учился в Нью-Йорке у Томпкинса Харрисона Маттесона, затем в Париже у Франсуа Эдуара Пико. Он завершил свое обучение в Италии, где на него сильно повлияли работы итальянского Ренессанса, а также работы группы Маккьяйоли.
Он женился на Кэролайн Роузкранс 13 июля 1869 года в Глен-Фоллс, Нью-Йорк. У Элиху и его жены было четверо детей, только двое из которых выжили. 
Похоронен на римском некатолическом кладбище. Сын Элиху Энох Розекранс Веддер был архитектором, женился на дизайнере ювелирных украшений Анджеле Рестон.

## Галерея

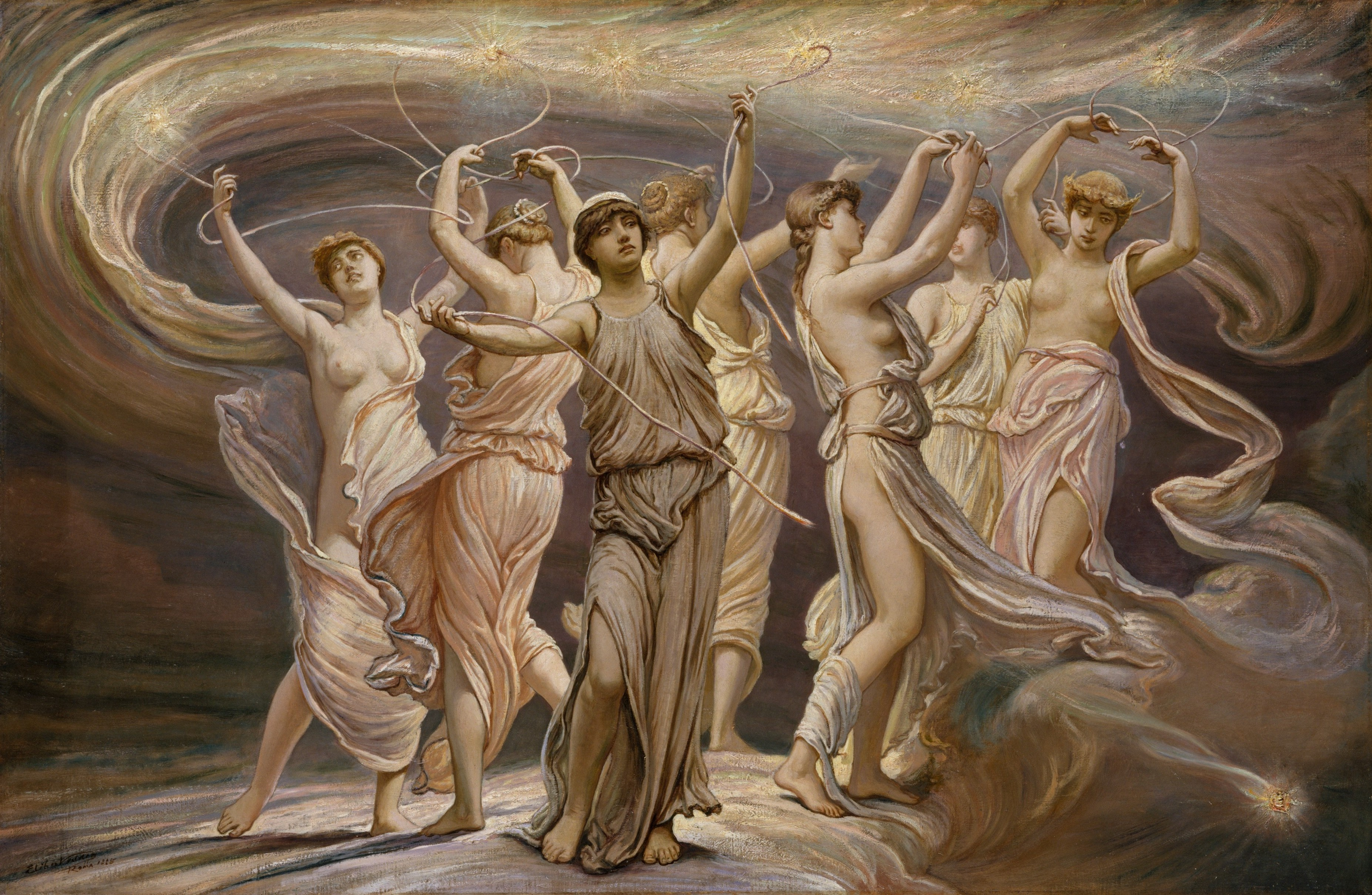
Плеяды (1885)
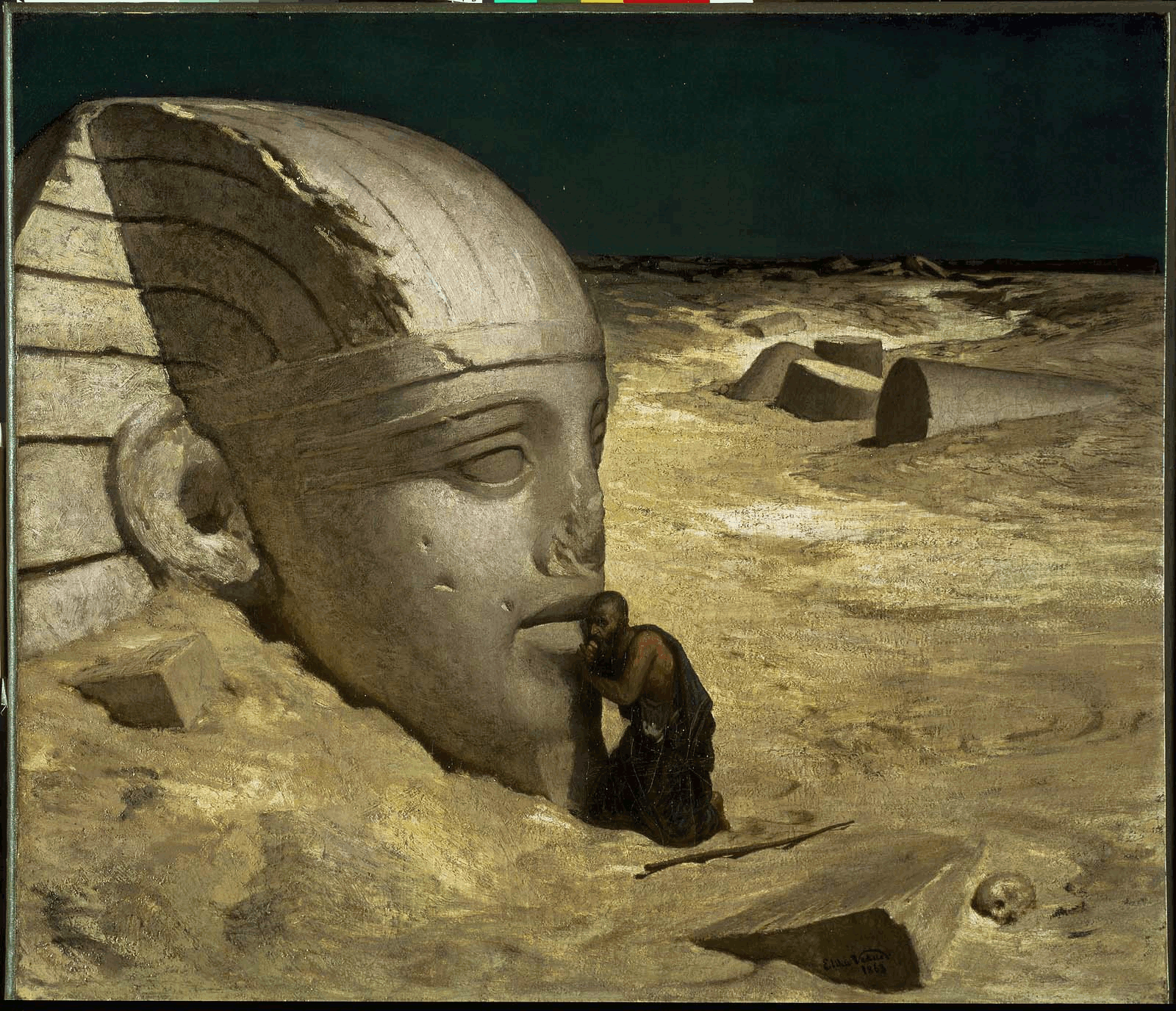
Задающий вопрос Сфинксу (1863)
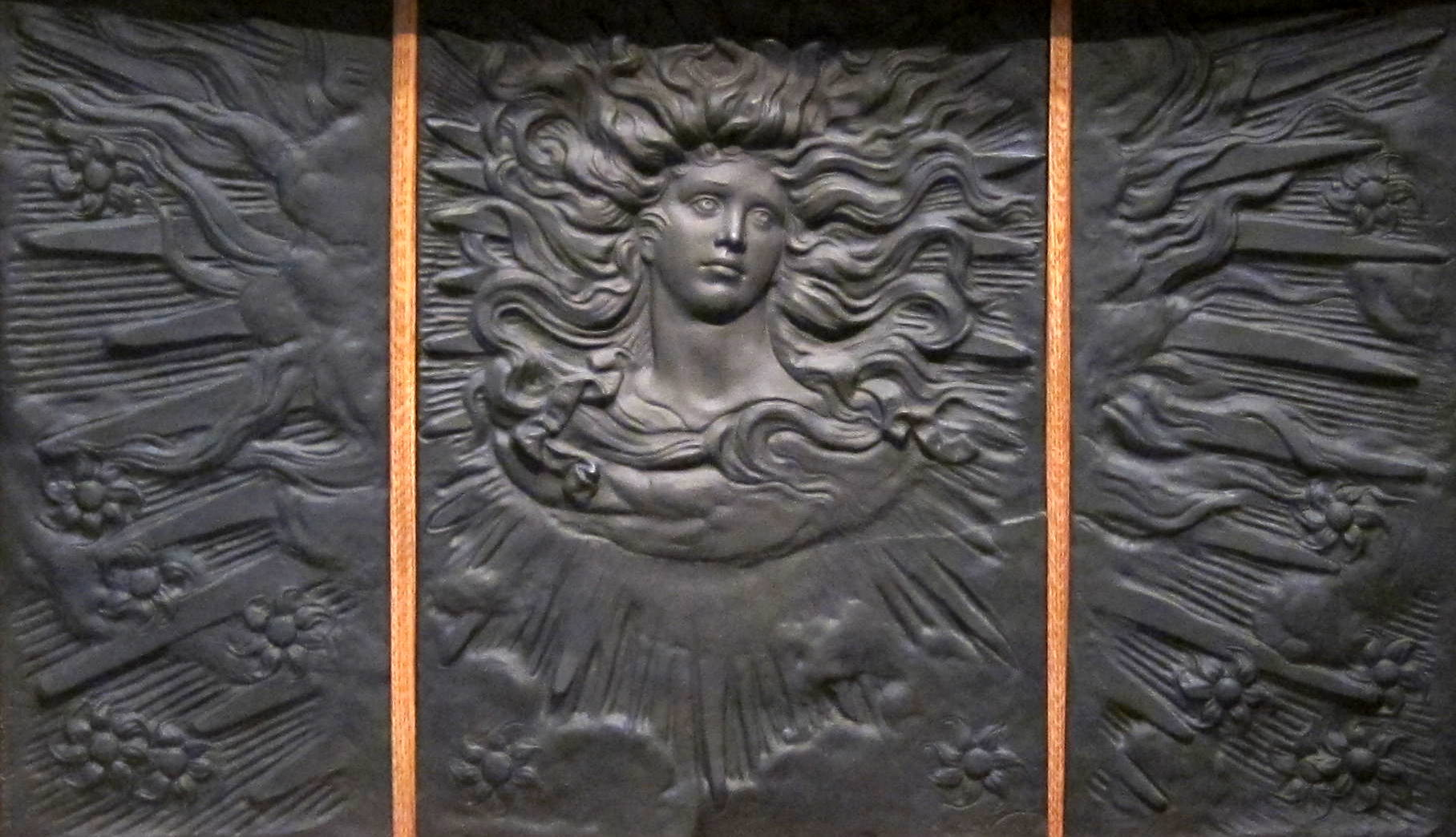
Бог Солнца (1882)
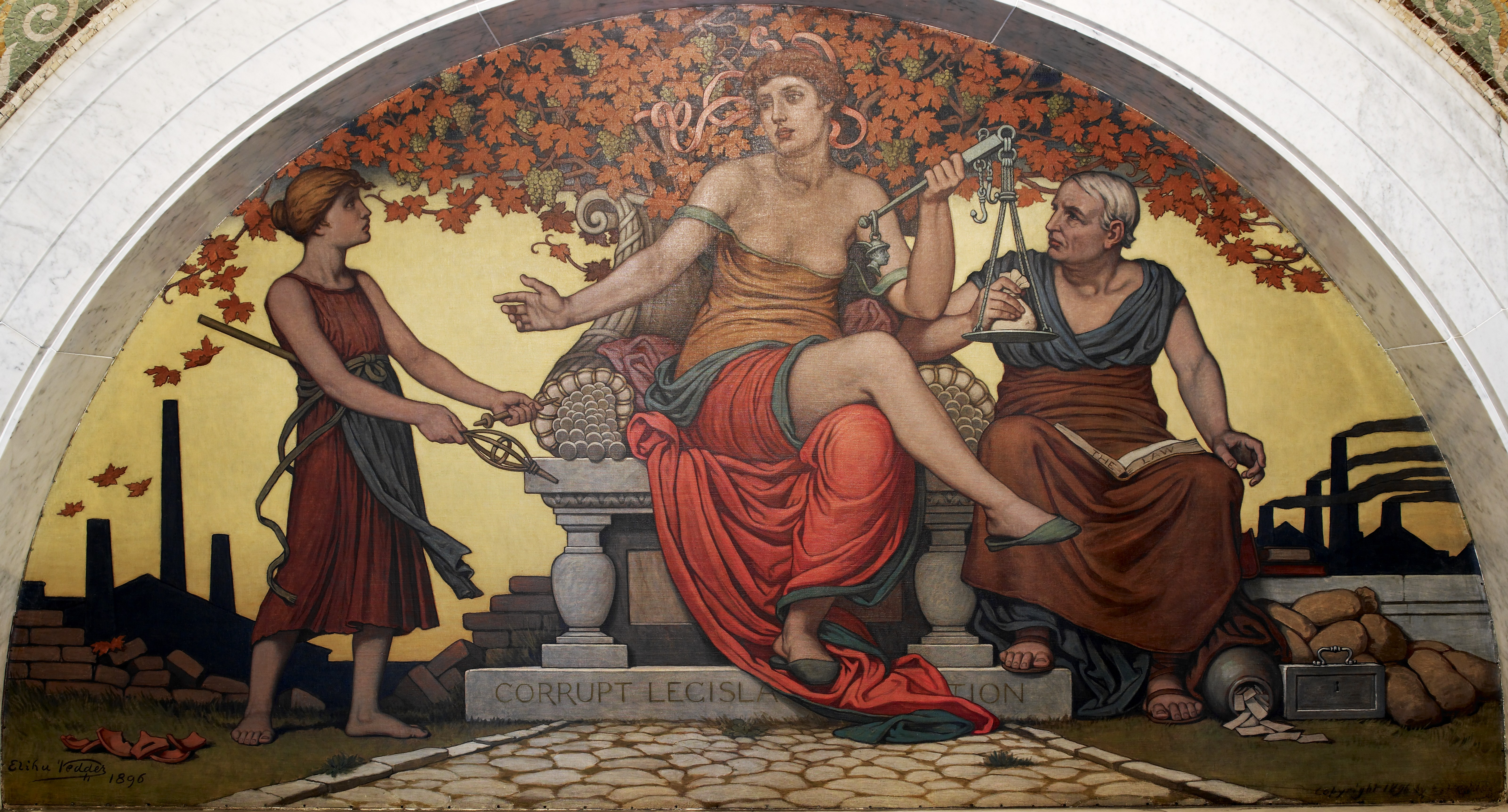
Порочное Законодательство (1896)
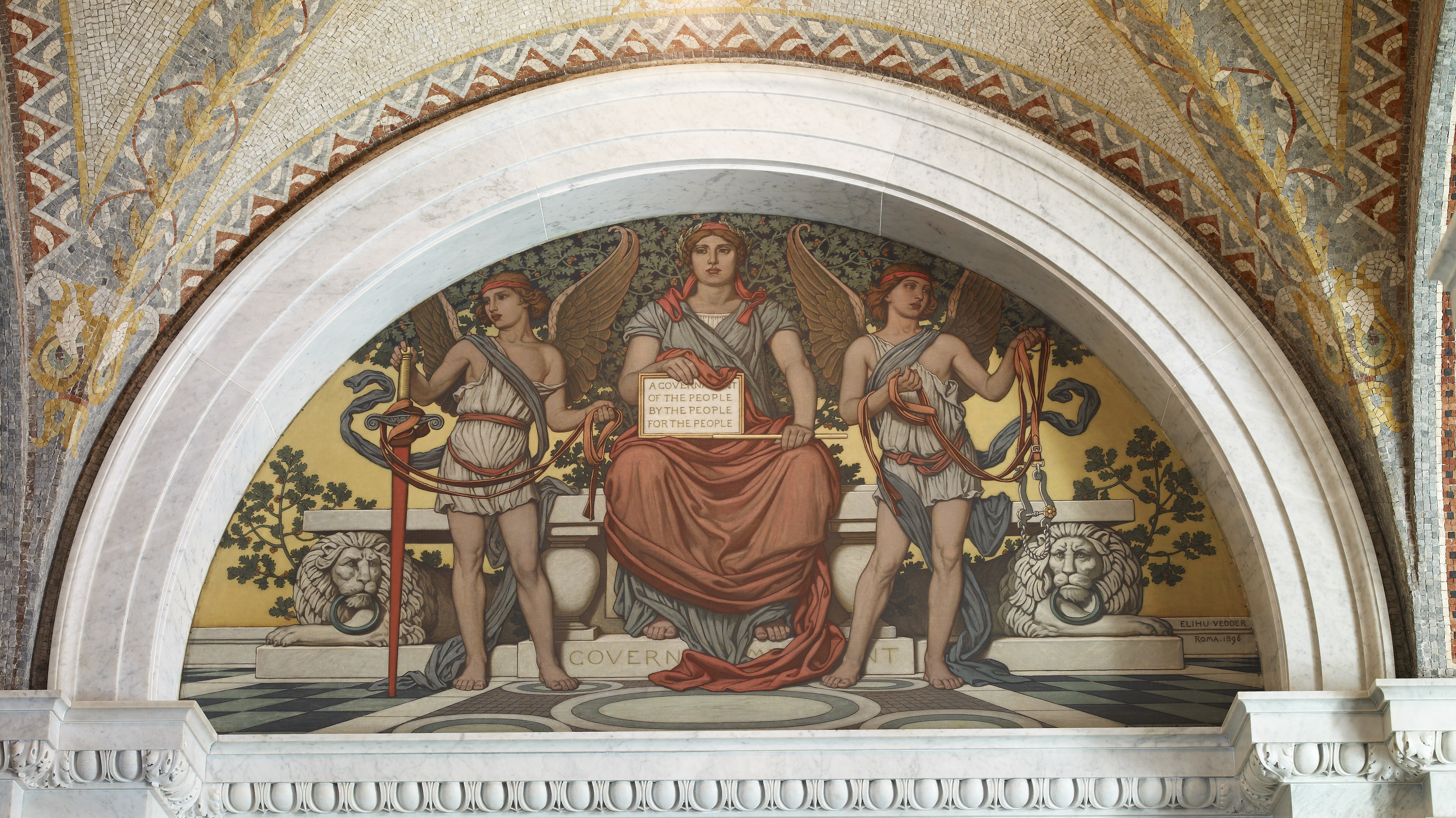
Государство (1896)
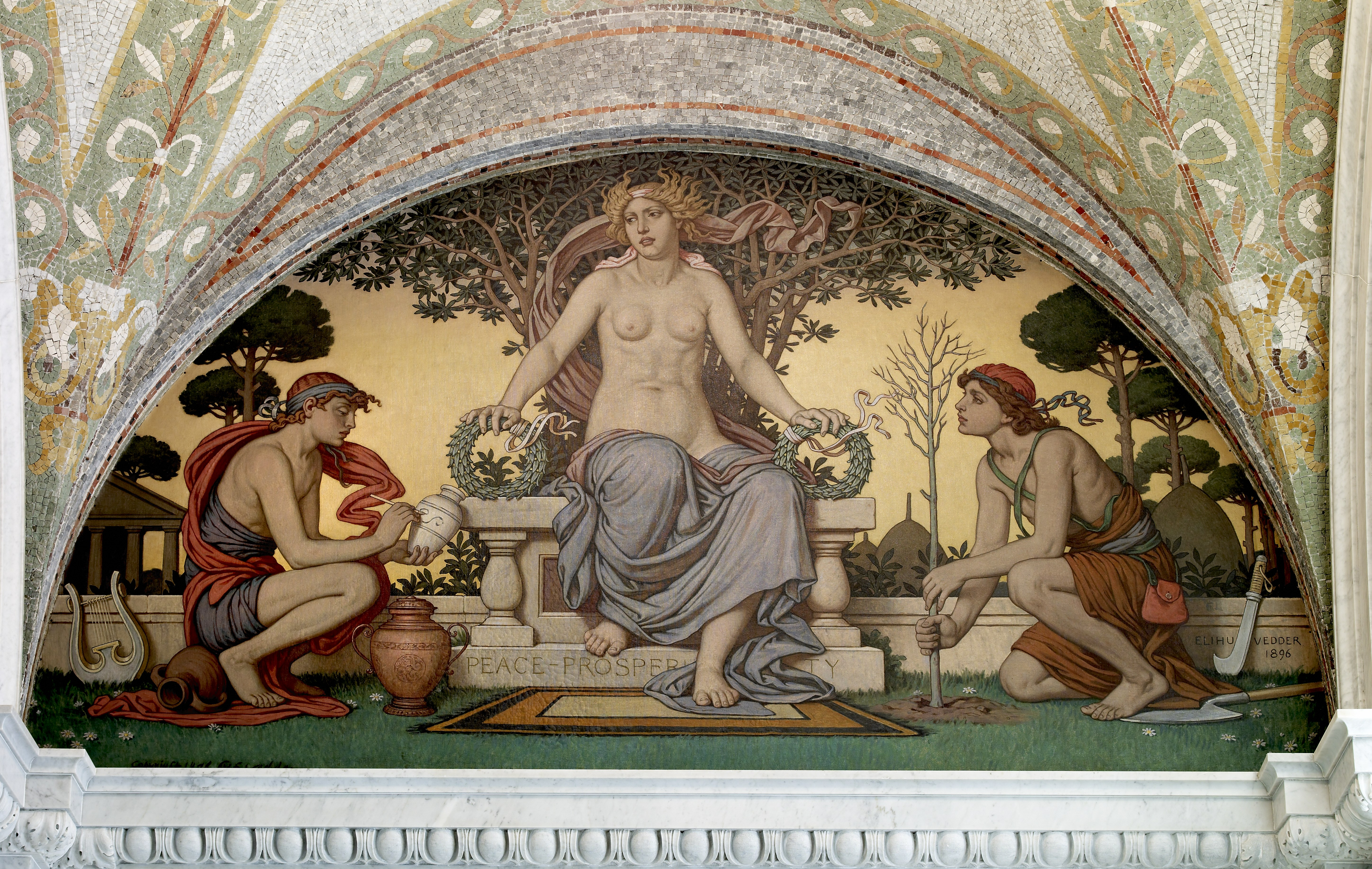
Мир и процветание (1896)
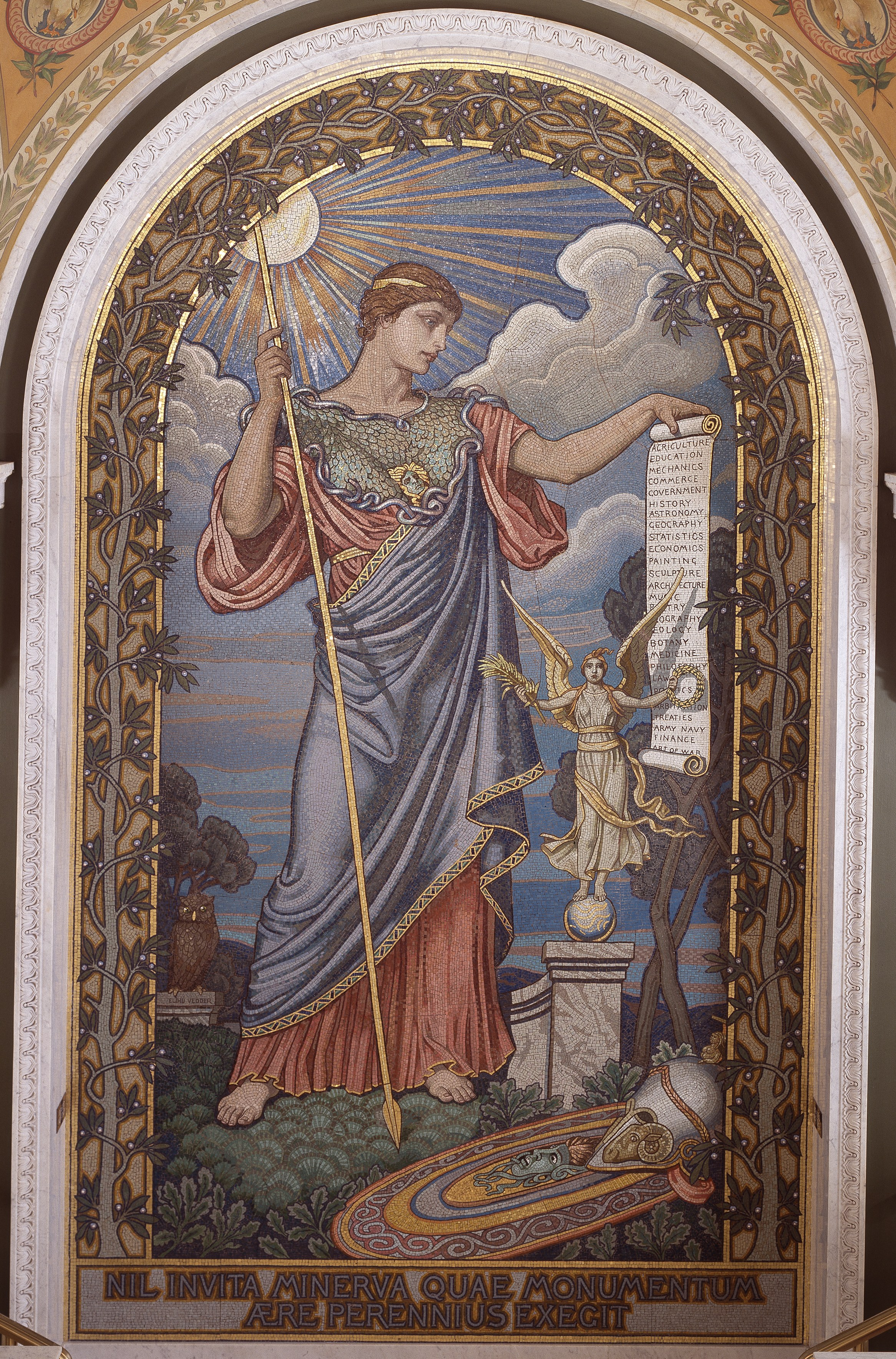
Минерва, 1896 (мозаика в здании Библиотеки Конгресса США)
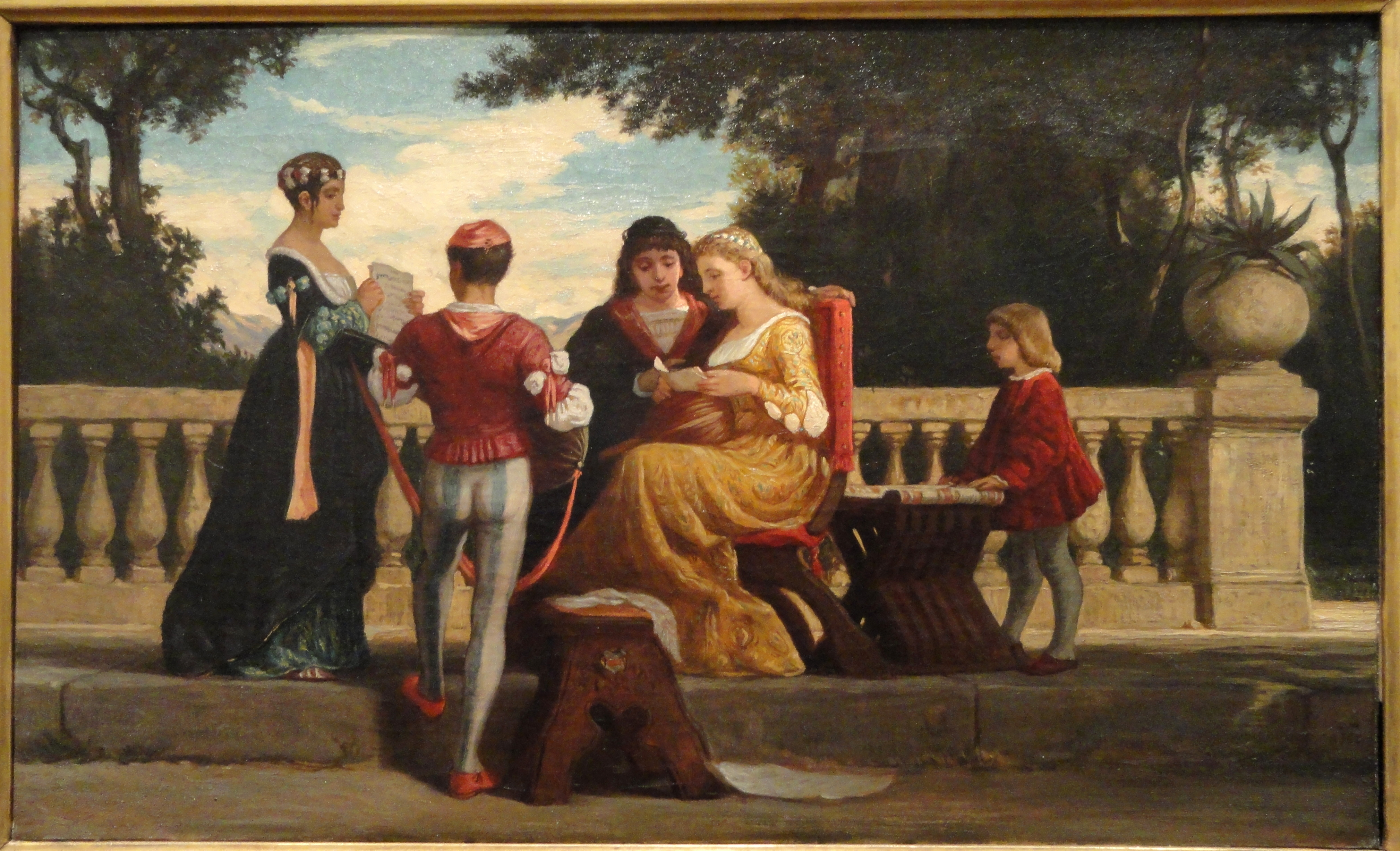
Музицирование
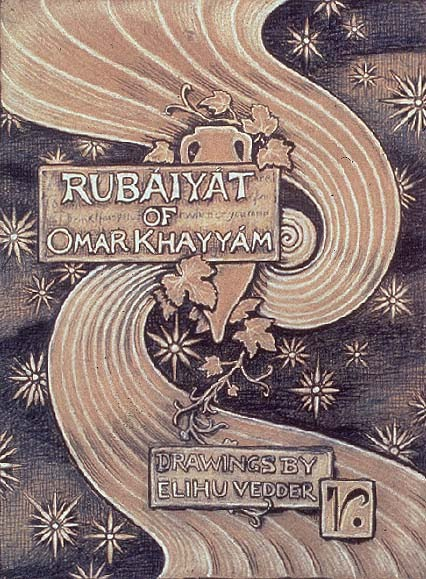
Обложка издания «Рубаи» Омара Хайяма (1883—1884)